# Маршалл, Эндрю (журналист)
Эндрю Маршалл (англ. Andrew Marshall, род. в 1967 году) — американский и британский журналист, двукратный лауреат групповых Пулитцеровских премий за международный репортаж.

## Биография
В 1989 году Эндрю Маршалл окончил Эдинбургский университет  со степенью магистра английской литературы, через год он получил идентичную степень в области международной журналистики в Лондонском городском университете. С 1993 года Маршалл освещал азиатскую новостную повестку в качестве репортёра журналов Time, Sunday Times Magazine, National Geographic, британского Esquire и других изданий. Его выдающаяся редакторская работа была трижды отмечена наградами Общества азиатских издателей.
В январе 2012 года Маршалл присоединился к штату Reuters в качестве специального корреспондента, специализирующегося на новостях из Таиланда и Индокитая. В 2014 году репортажи о жестоких преследованиях мусульманского меньшинства рохинджа в Мьянме, написанные Маршаллом совместно с Джейсоном Сзепом, были отмечены Пулитцеровской премией за международный репортаж и Премией Осборна Эллиота за выдающиеся достижения в азиатской журналистике. Дальнейшие расследования Сзепа и Маршалла помогли раскрыть лагерь по торговле людьми из племени Рохинджа в Таиланде. Через четыре года Маршалл выиграл для Reuters ещё одну Пулитцеровскую премию за международный репортаж. Его солауреатами стали журналисты Клэр Болдуин и Мануэль Могато. Жюри премии отметило их совместную работу, которая разоблачила жестокие убийства, скрывавшиеся за кампанией президента Филиппин Родриго Дутерте против наркотиков. Кроме того, во время работы для Reuters Маршалл выиграл четыре награды Общества азиатских издателей.
За свою карьеру Маршалл трижды выступал сопродюсером документальных роликов. Фильмы для телеканала Аль-Джазира были посвящены эпидемиям холеры в Бангладеше, военным пыткам в Таиланде и реабилятиционному центру для героинозависимых в Малайзии. Он неоднократно выступал в качестве консультанта по культуре Израиля, Японии и США для Channel 4. К 2019 году в сферу интересов Маршалла вошло также освещение ситуации в Европе, и он переехал в Лондон, откуда продолжал работать для Reuters.